# Hauts-de-France

Harta regiunii cu departamentele sale și cu provinciile istorice în diferite culori: Picardia cu albastru, Ile-de-France cu verde, Artois cu maro, Flandra cu mov, Hainaut cu turcoaz, Cambresis cu gri și Champagne cu galben

Hauts-de-France (Pronunțare franceză: [o d(ə) fʁɑ̃s], însemnând „Franța Superioară") este cea mai nordică regiune a Franței, creată în cadrul reformei teritorial-administrative din 2014 prin fuziunea regiunilor Picardia și Nord-Pas-de-Calais. Capitala sa este Lille. Noua regiune a luat ființă la 1 ianuarie 2016 după alegerile regionale din decembrie 2015. Consiliul de Stat al Franței a aprobat Hauts-de-France ca nume al regiunii pe 28 septembrie 2016, în vigoare din 30 septembrie 2016.
Cu 6.003.815 locuitori (2017) și densitatea populației de 189 locuitori/km2, este a treia regiune franceză după populație și cea de-a doua regiune după densitatea populației în Franța Metropolitană după regiunea vecină Île-de-France.
Regiunea se întinde pe o suprafață de 31.813 km2. Se învecinează cu Belgia (Flandra și Valonia) la nord-est, cu regiunile franceze Grand Est la sud-est, Ile-de-France la sud, Normandia la sud-vest, cu Canalul Mânecii la vest și cu Marea Nordului la nord. Este legată de Marea Britanie prin Tunelul Canalului Mânecii.
Produsul intern brut al regiunii, însumând în 2018 161,7 miliarde euro, a reprezentat 6,9% din PIB-ul francez. PIB pe cap de locuitor ajustat după puterea de cumpărare a însumat 24.200 euro sau 80% din media pe UE27 în același an. PIB pe angajat a reprezentat 101% din media pe EU.

## Galerie

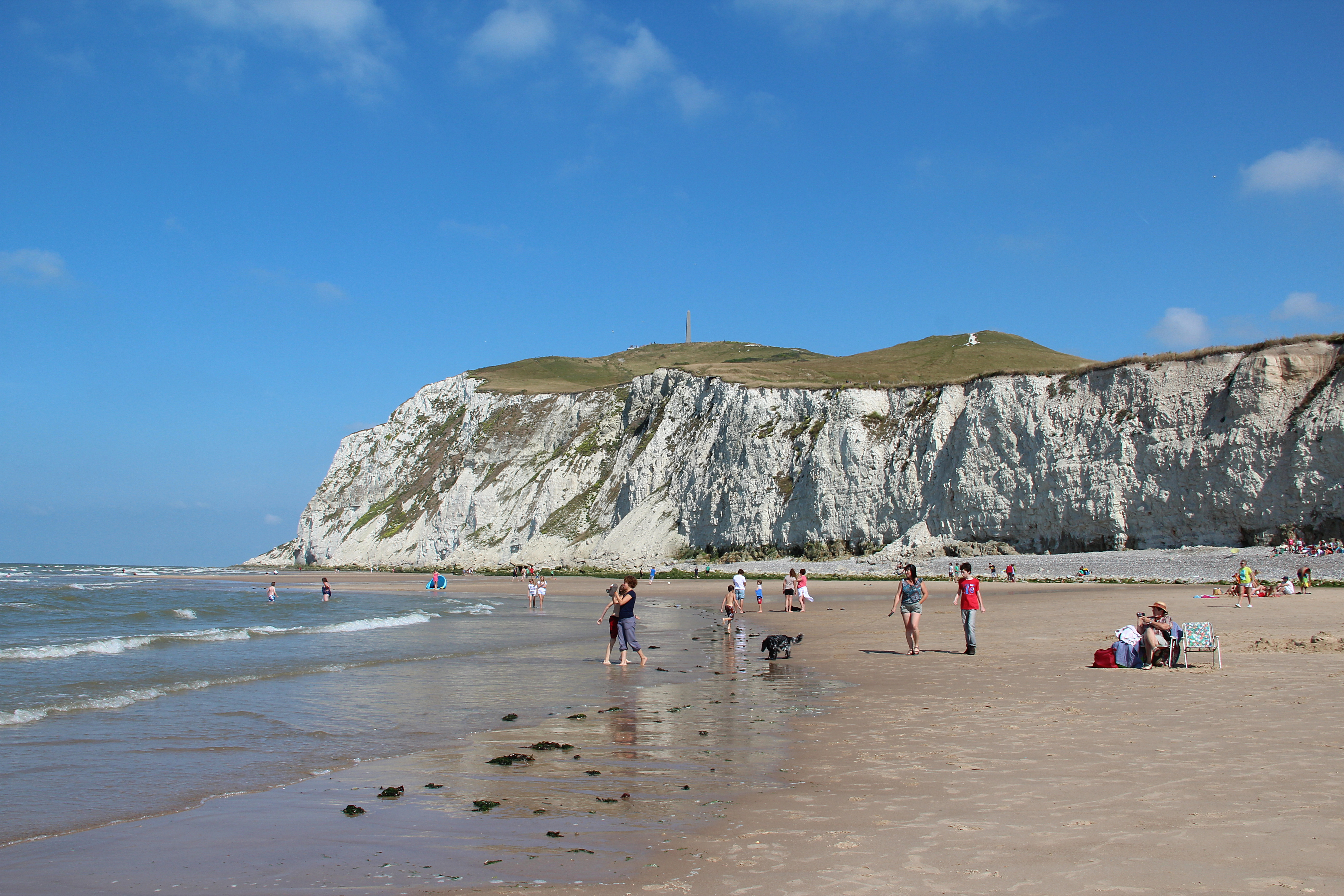
Le Grand Site des Deux Caps, punctul cel mai apropiat de coasta engleză
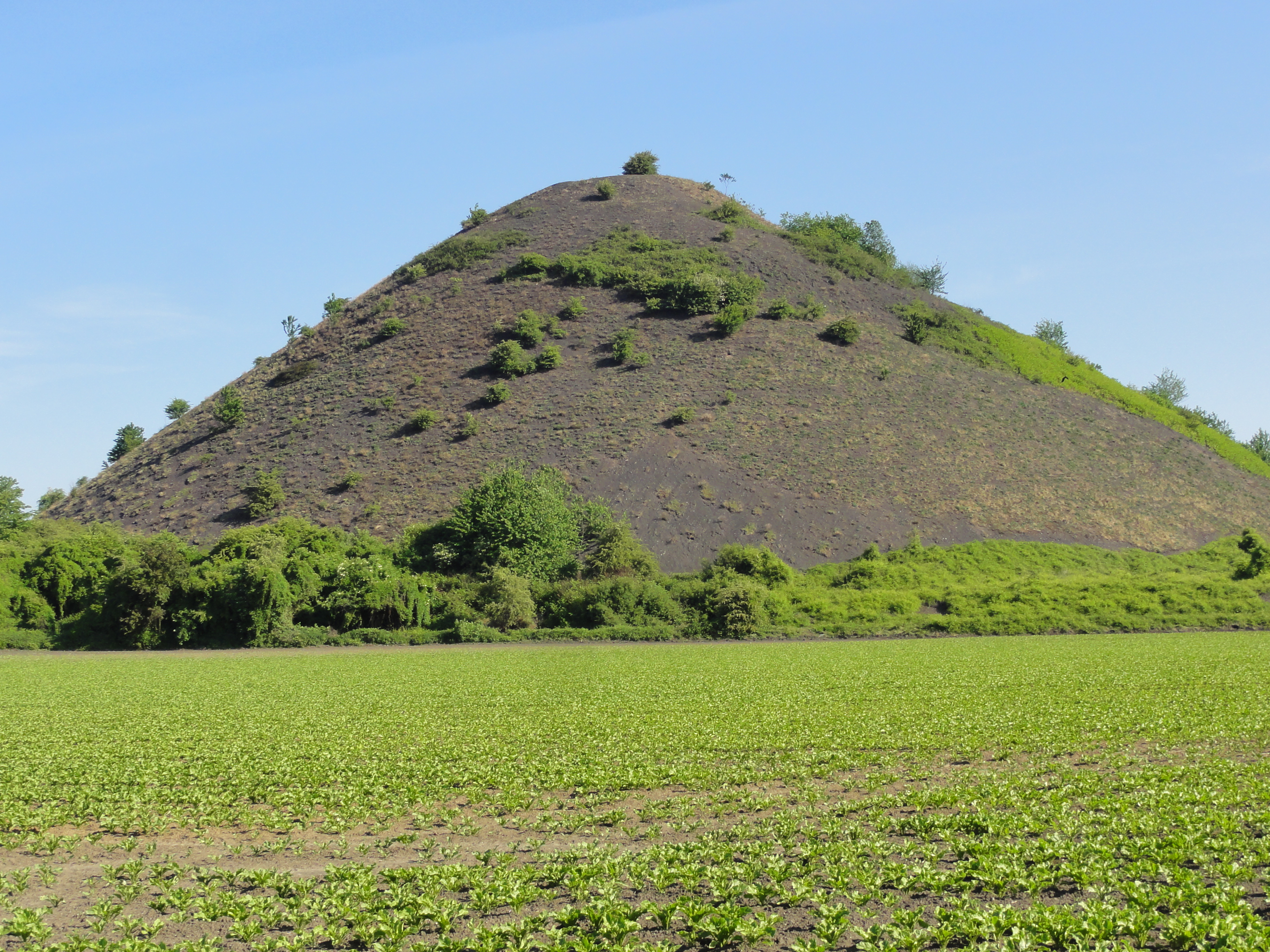
O haldă la Escaudain
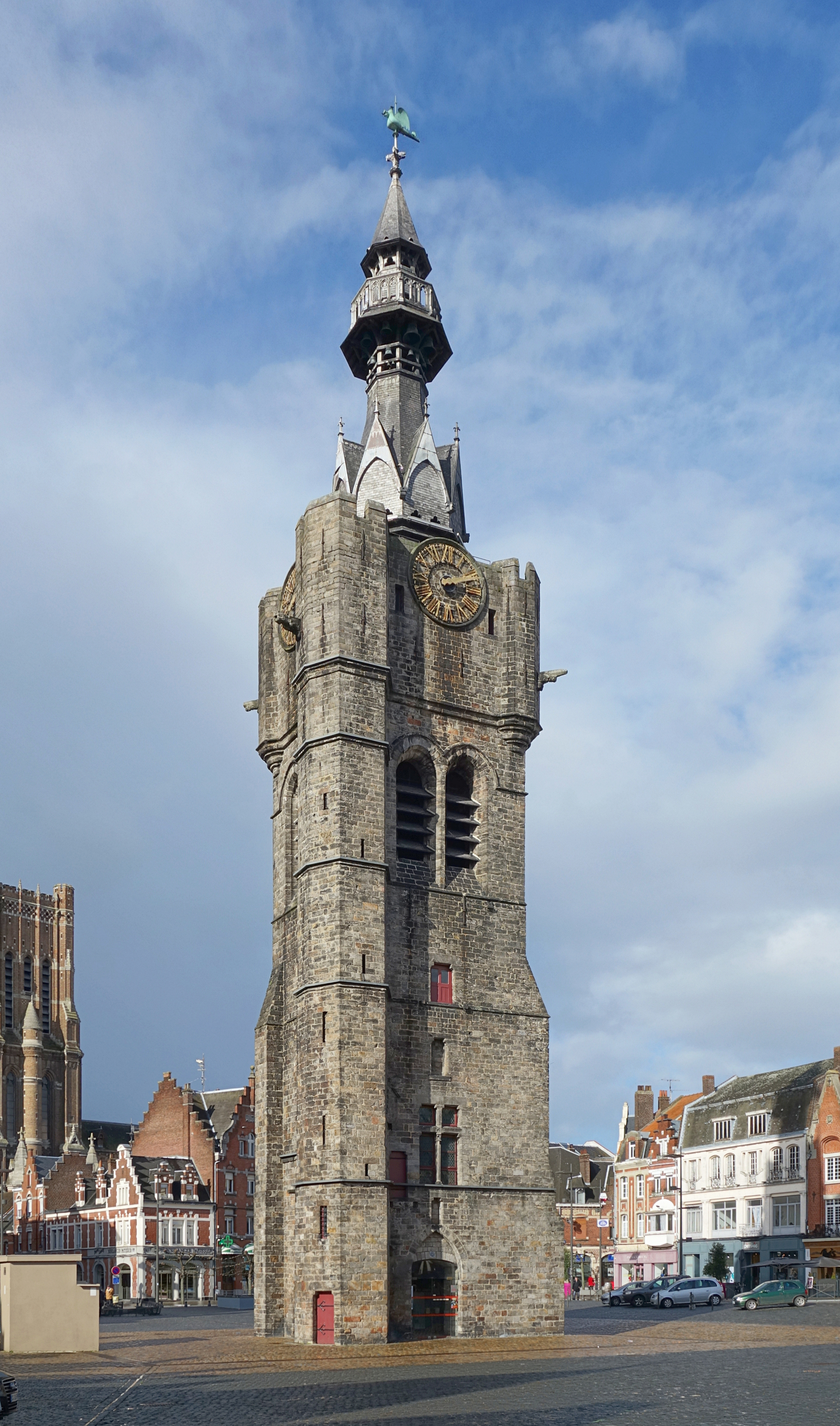
Donjonul din Béthune.
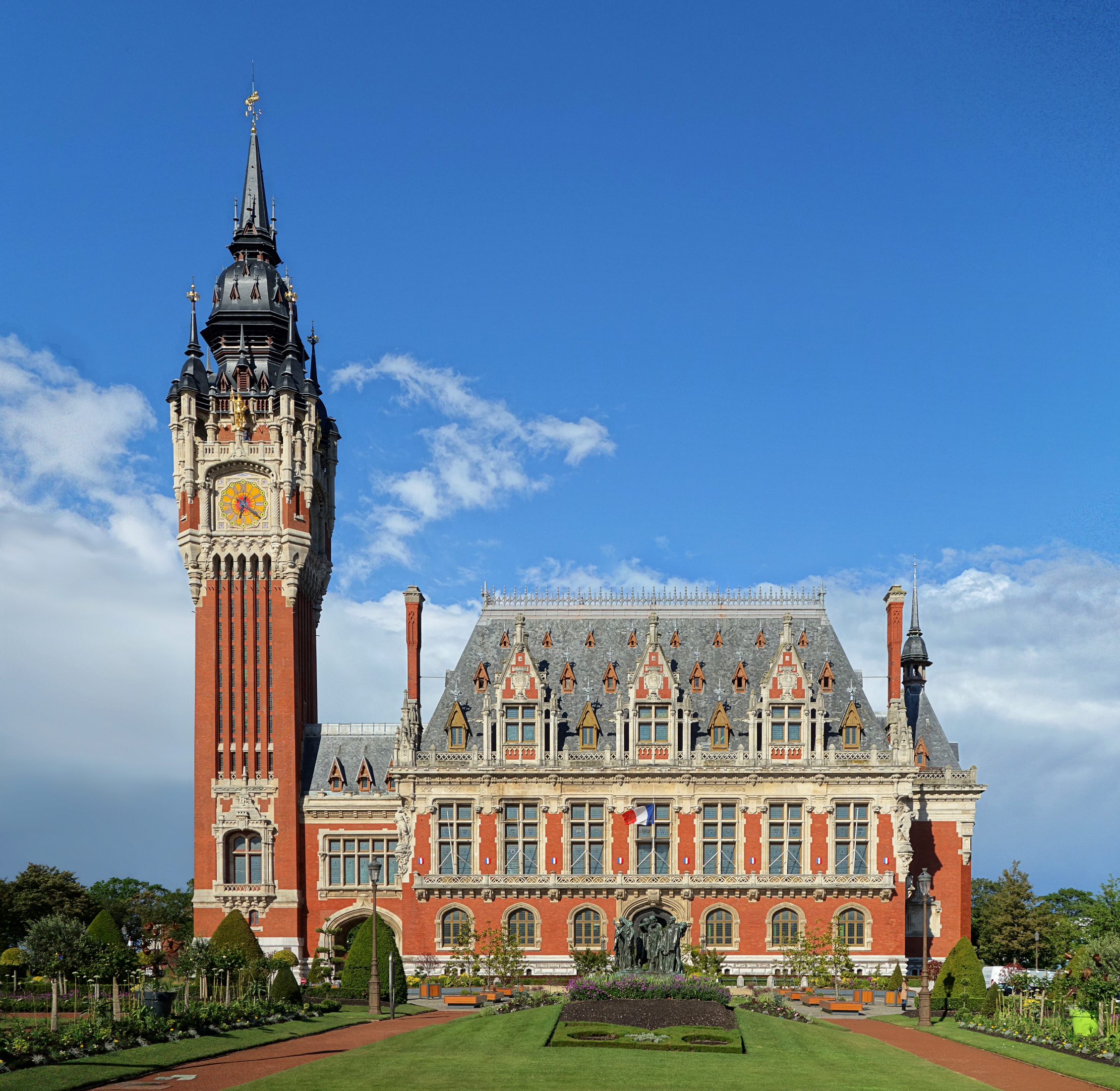
Primăria din Calais.
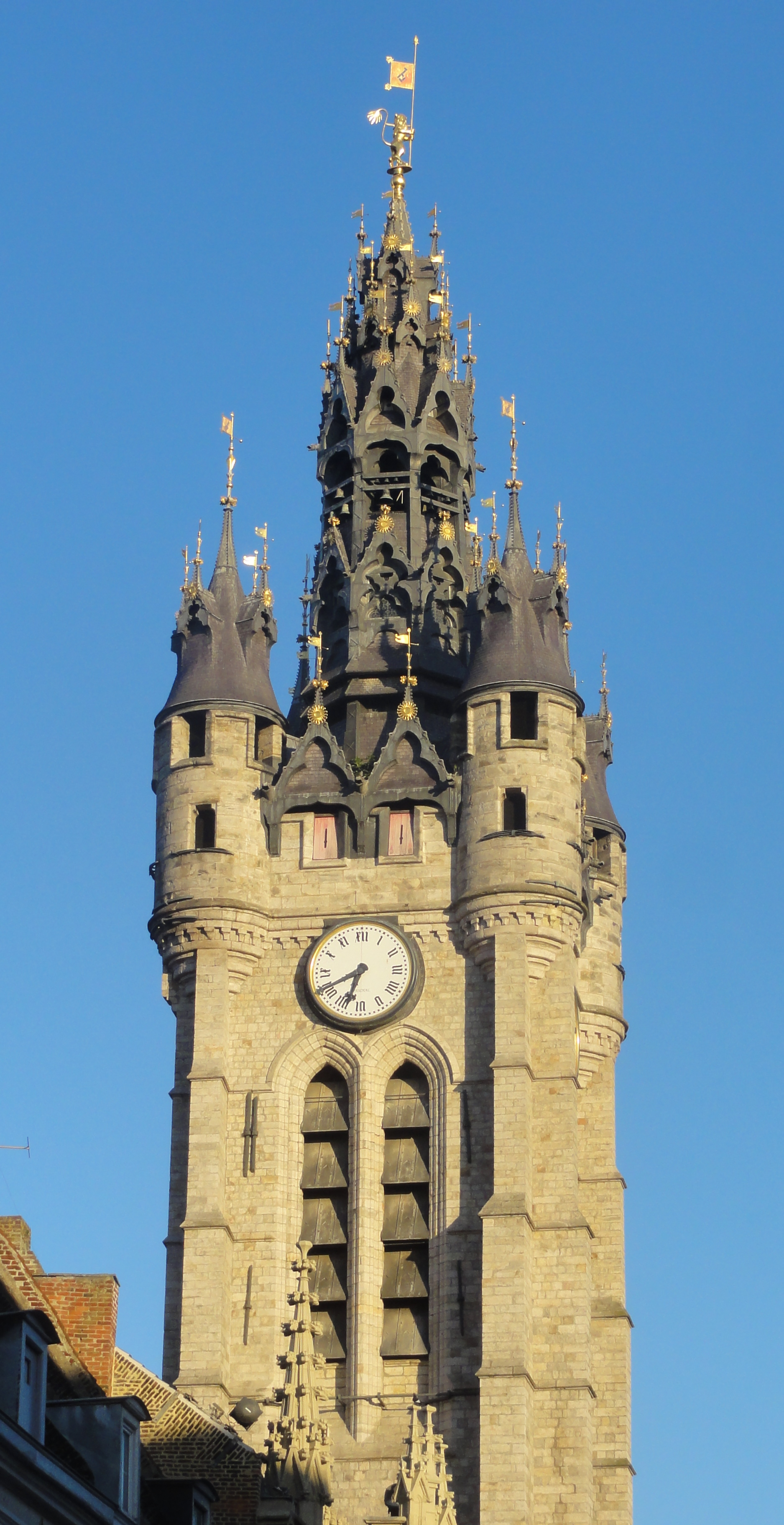
Donjonul din Douai.
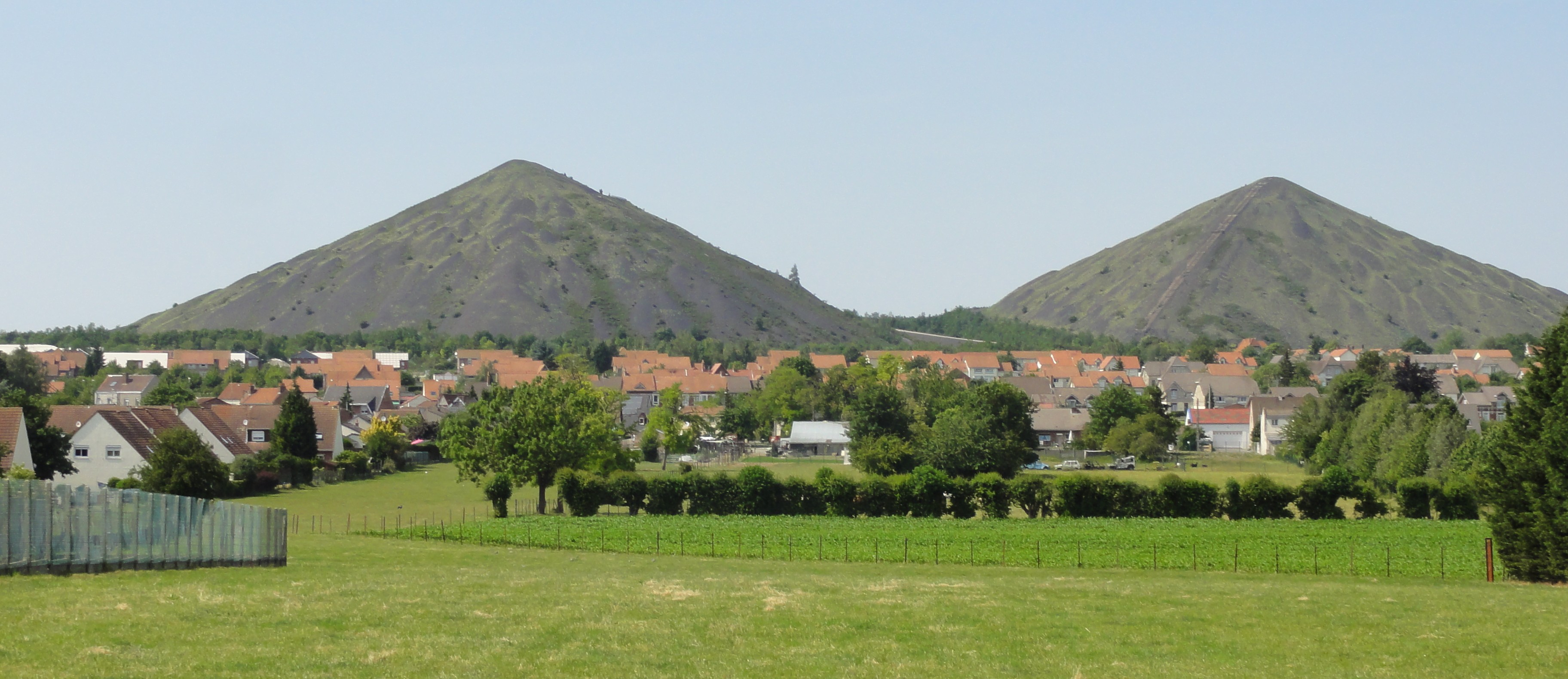
Haldele minelor din Lens.
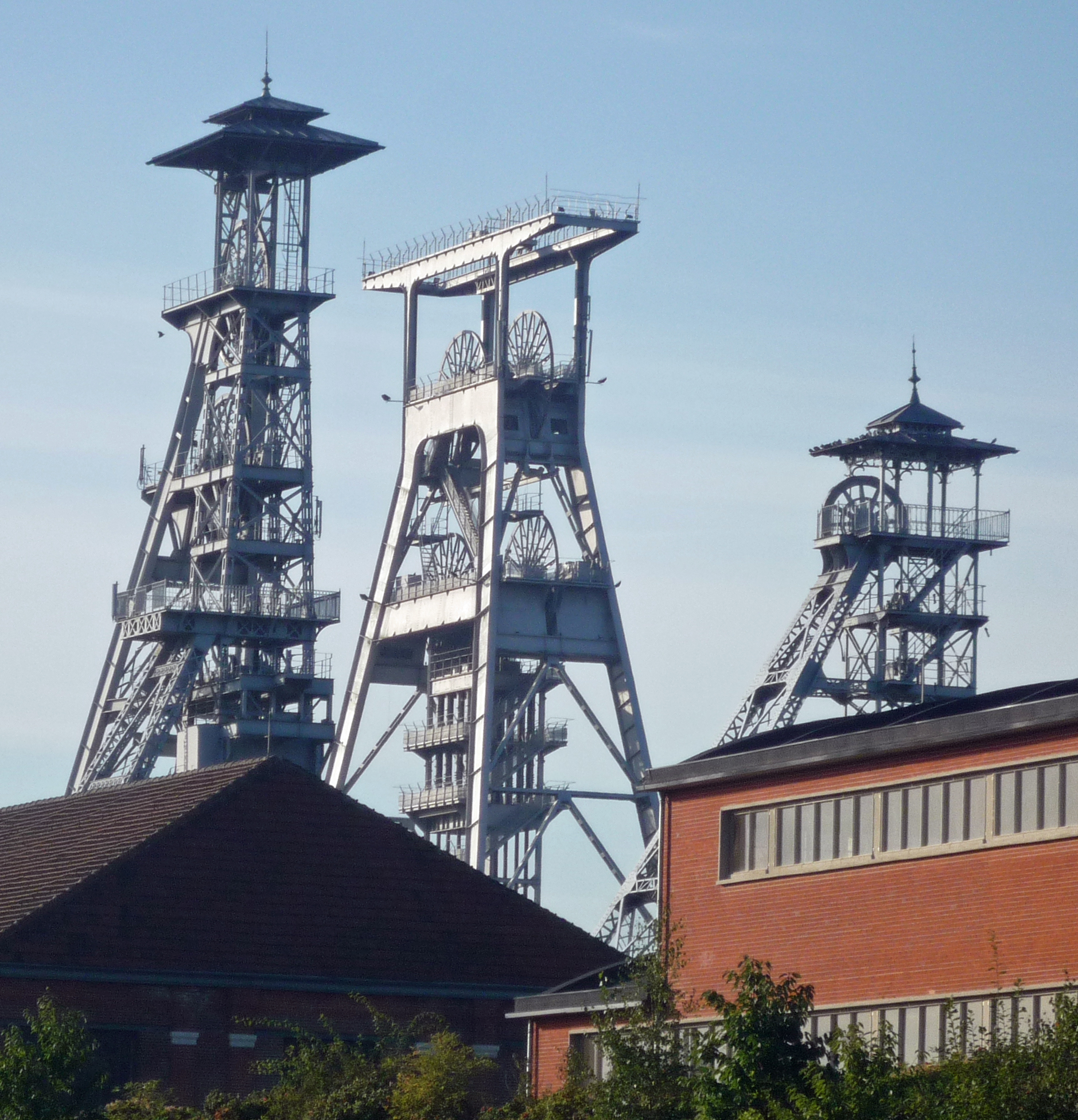
Turnurile de extracție ale minei Arenberg.
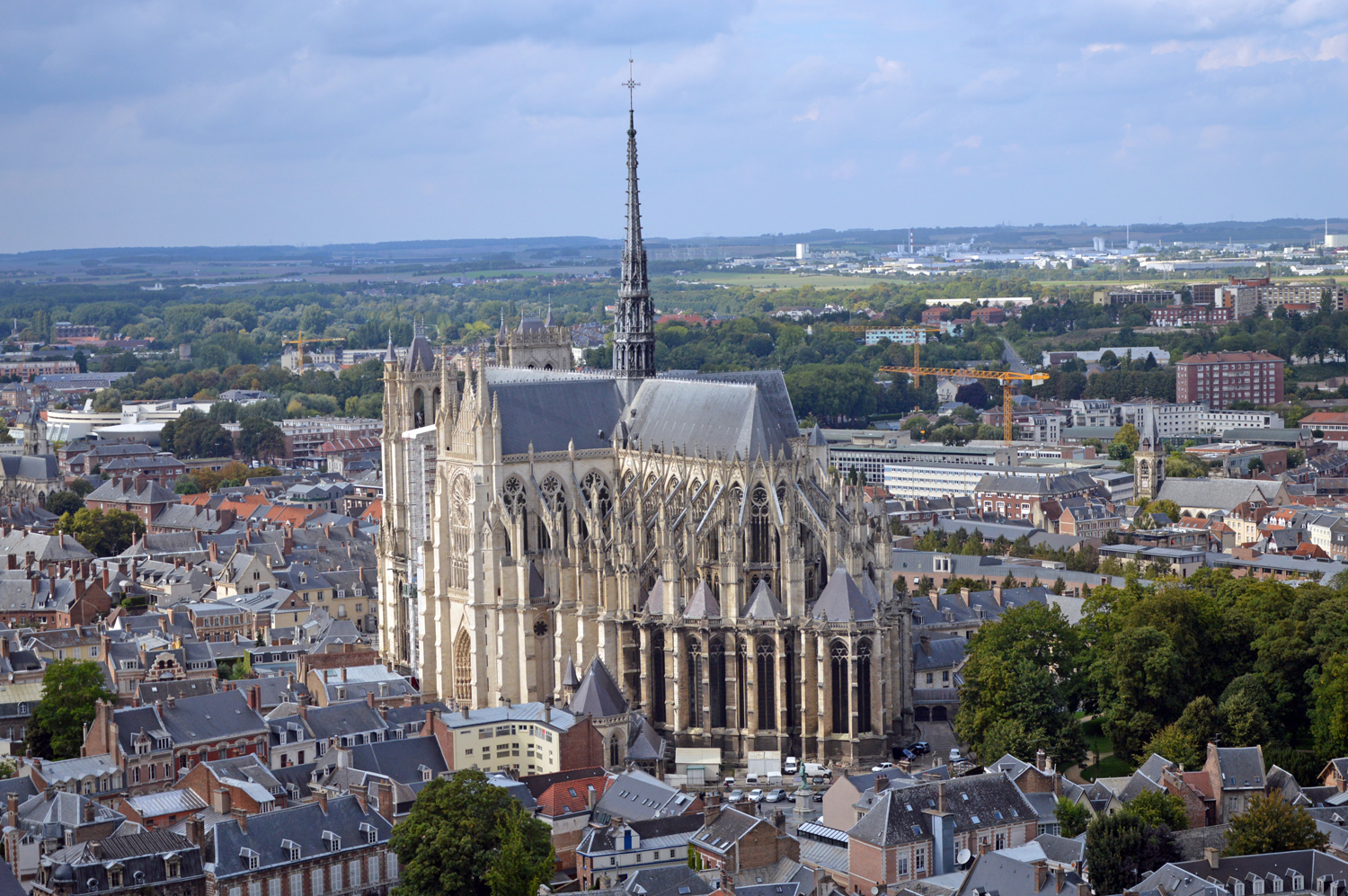
Catedrala Notre-Dame din Amiens.